# 엠즈베이커스
엠즈베이커스(영어: M's bakers)는 대한민국의 제빵 및 베이커리 기업이다. 2021년 매일유업 CK디저트사업부문을 물적분할해 설립했다. 또한, 2024년 유명 베이커리 브랜드 '밀도'를 인수해 사업 부문을 확장했다.